# モハメド・フセイン・シャリーフ

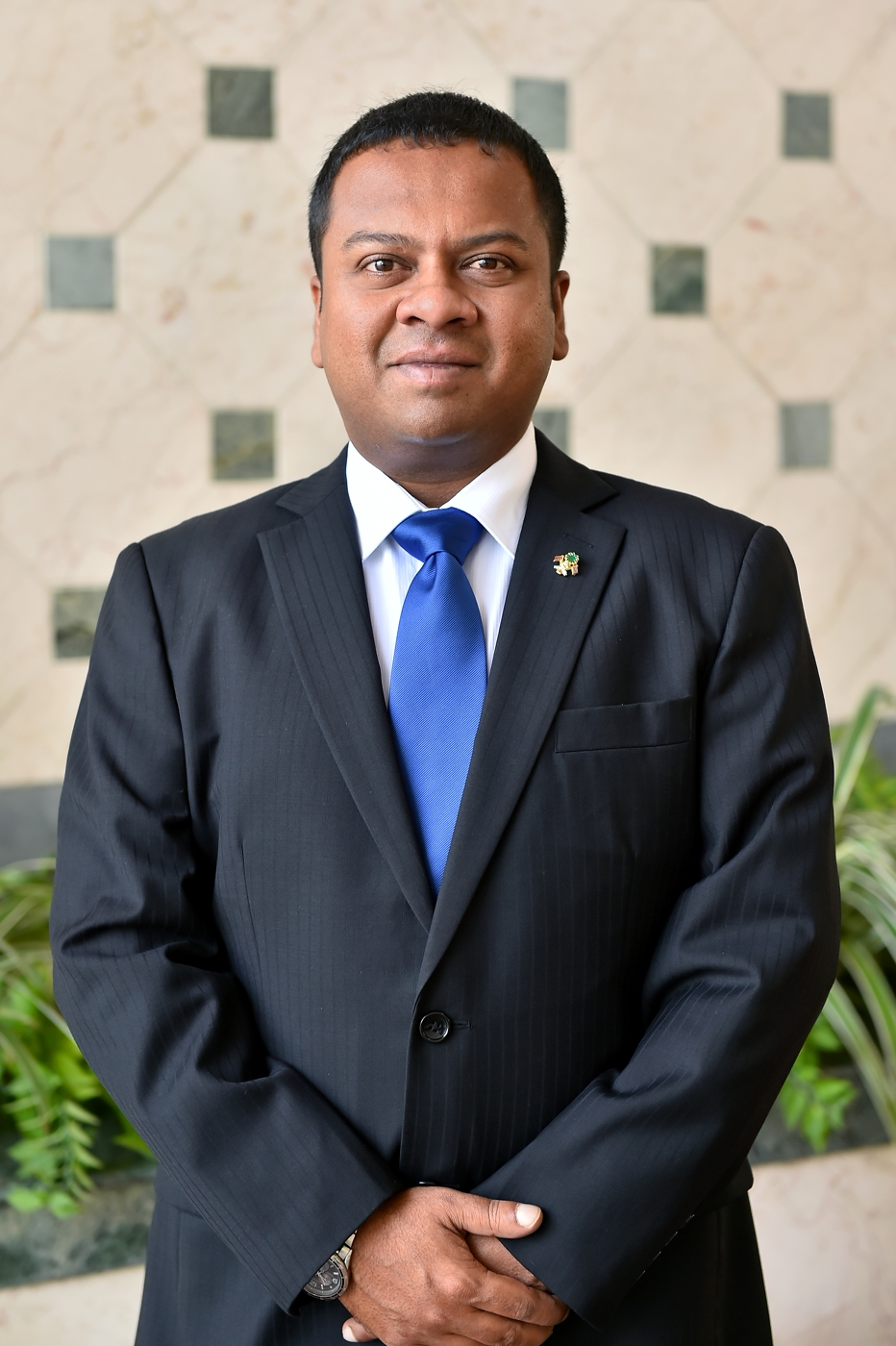
2016年12月、駐日大使拝命時のモハメド・フセイン・シャリーフ

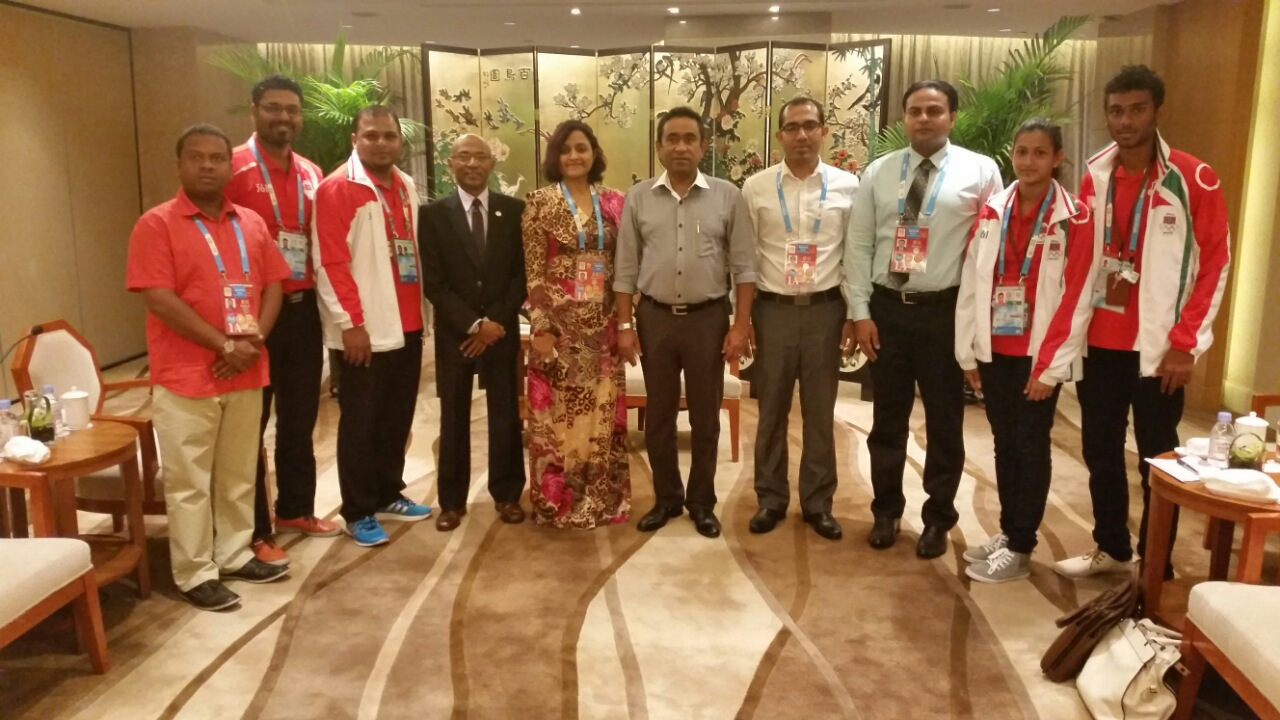
2014年8月、大統領府付大臣在任時のモハメド・フセイン・シャリーフ（一番左）。アブドゥラ・ヤミーン大統領（中央）やドゥンヤ・マウムーン外務大臣（左から5番目）、アハメド・ラティーフ五輪委員会理事（左から4番目）、アイシャト・サジナ選手（右から2番目）、モハメド・ムサシム・アドナン選手（一番右）等と共に。

モハメド・フセイン・シャリーフ（ディベヒ語: މުޙައްމަދު ޙުސައިން ޝަރީފް、英語: Mohamed Hussain Shareef、1977年9月24日 - ）は、モルディブ進歩党（PPM）に所属する政治家であり、外交官でもある。同国の首都マレ出身。ニックネームは、ムンドゥ（ディベヒ語: މުންދު、英語: Mundhu）。2016年から2017年にかけて、駐日大使を務めていた。

## 経歴
2005年、英国ウォーリック大学で外交・国際関係論を修了して、修士号（Master of Philosophy）を取得。
2005年から2007年にかけて、モルディブ進歩党の官房長官。2007年から2008年にかけて、モルディブ進歩党マウムーン・アブドル・ガユーム政権下における大統領報道官。2011年から2012年にかけて、モルディブ民主党モハメド・ナシード政権下および同政権の副大統領から昇格した国民統一党モハメド・ワヒード・ハサン政権下における人材・青年・スポーツ大臣。就任当時34歳であり、これは同国の青年・スポーツ大臣としては最若年である。2012年から大統領府付大臣を務め、2013年の大統領選挙でモルディブ進歩党が与党に返り咲いてからも、引き続きその地位に留任した。大統領府付大臣在任中の2014年4月11日、アブドッラ・ヤーミン・アブドゥル・ガユーム大統領の来日（4月14～17日）に先立って東京に滞在していたシャリーフ大臣は外務省を表敬訪問し、木原誠二外務大臣政務官と約20分にわたる懇談を行っている。
2016年12月19日、アブドッラ・ヤーミン大統領により駐日大使に任命される。翌2017年に日本へ赴任、4月14日に皇居で信任状を捧呈した。同年8月21日、アブドッラ・ヤーミン大統領により次期スリランカ大使に指名される。

## 駐日大使としての活動
- 2016年12月19日、駐日大使に任命される[6]。
- 2017年3月6日、東京都港区のグランドプリンスホテル新高輪国際館パミールにて専門学校日本ホテルスクールの卒業式が挙行され、日本ホテル協会会長兼帝国ホテル代表取締役会長の小林哲也を筆頭とする日本の観光業界の泰斗が立ち並ぶ中にシャリーフ大使も臨席し、卒業生426名に対して「日本にきて忘れられない想い出深いものとなった。モルディブではこれから多くのホテル建設が予定されているので、日本ホテルスクールの学生の皆さんには、是非モルディブへ働きに来ていただき日本とモルディブの架け橋となっていただきたい」との祝辞を述べた[10]。
- 2017年3月13日、東京都港区の駐日モルディブ共和国大使館にて加藤憲一小田原市長の表敬訪問を受け、東京オリンピック・パラリンピックのモルディブ代表選手の強化やモルディブの水産資源活用、地球温暖化対策、両国の子供たちの交流事業など広汎な分野に渡る40分の会談が行われた[11][12]。
- 2017年3月30日、東京都港区の駐日モルディブ共和国大使館にて今泉文彦石岡市長の表敬訪問を受け、石岡市の紹介や東京オリンピック・パラリンピックのモルディブ代表選手の事前キャンプ地としての誘致意向などについて今泉市長から説明されて、今後の交流について意見交換が行われた[13]。
- 2017年4月7日、東京都豊島区の池袋サンシャインシティコンベンションセンターTOKYO文化会館にて「マリンダイビングフェア2017」の開催が始まり、日本の官公庁や観光業界の関係者が居並ぶ中に唯一の外国要人としてオープニングセレモニーに臨席してテープカットを行った[14]。
- 2017年4月14日、皇居で信任状を捧呈[7][8]。
- 2017年4月26日、駐日モルディブ共和国大使館にてアクティブミドル国際協会（AMIA）主催の講演「インド洋の島国モルディブ・フォーラム」を開催[15]。
- 2017年4月28日、東京オリンピック・パラリンピックの事前キャンプ候補地として神奈川県小田原市を視察訪問[12][16]。
- 2017年5月9日、東京オリンピック・パラリンピックの事前キャンプ候補地として茨城県石岡市を視察訪問[17]。スポーツ施設だけでなく市内各地を視察して、今泉文彦石岡市長や菊地健太郎茨城県副知事と共に常陸國總社宮を参拝した[18]。また、大久保純子表千家茶道教授兼茨城県郷土文化振興財団理事が石岡市内にある常陸風土記の丘の茶席にシャリーフ大使らを招いて、大使一行のおもてなしをした[19]。
- 2017年5月15日、日本旅行業協会（JATA）の志村格理事長を表敬訪問して、權田昌一海外旅行推進部長が同席する中で日本人旅行者のモルディブ観光の現状や展望について意見交換[20]。
- 2017年5月16日、小渕優子衆議院議員と会談[21]。
- 2017年6月6日、東京都港区の芝パークホテル花山椒にて石兼公博総合外交政策局長が主催する夕食会に出席。同夕食会には、シャリーフ大使や主賓の洪恵子南山大学教授のほか、イシケリ・マタイトガ駐日フィジー大使、ソドブジャムツ・フレルバータル駐日モンゴル大使、フィロメノ・アレイショ・ダ・クルス（ドイツ語版）駐日東ティモール大使、バシール・モハバット駐日アフガニスタン臨時代理大使らが同席していた[22]。
- 2017年6月21日、逢沢一郎衆議院議員と面会[23]。
- 2017年7月20日、夫人を伴い皇居の御所で上皇・上皇后（当時は天皇・皇后）と茶会[24]。
- 2017年8月21日、次期スリランカ大使に指名されたことにより[9]、駐日大使としての任務を終えた。